# 岡野包住
岡野 包住（おかの かねずみ、明暦元年（1655年） - 元禄15年9月5日（1702年10月25日））は、江戸時代前期から中期の武士。播磨国赤穂藩士。通称は、金右衛門（きんえもん）。

## 生涯
明暦元年（1655年）、赤穂藩士・小野寺又八の子として誕生。母は同藩士・多川九左衛門の女。兄に小野寺秀和、子に岡野包秀（九十郎、父の死後に金右衛門を継承）がいる。また、姉婿に大高忠雄がいる。
小野寺家は兄の秀和が継いだため、包住は別家して岡野家を興し、浅野家に番使として200石で仕えた。
元禄14年（1701年）3月14日に主君・浅野長矩が江戸城にて高家・吉良義央に対し刃傷におよび、赤穂藩が改易になった際には赤穂にあり、4月には家老・大石良雄に神文血判書を出したのち一家で赤穂田井村に移り住んだ。しかし、その後病に伏せることとなり、同志たちとの連絡は子の九十郎（包秀）を通して行った。吉良邸屋敷討ち入りへの参加を強く望んだが、病は悪化する一方で、江戸には下向できずにいた。
やむなく元禄15年（1702年）閏8月25日に九十郎を先に出立させたが、9月5日に死去した。享年48。包住には包秀しか子がなく、かつ遠く江戸に離れていたため、田井村の共同墓地に葬られ法名も定かでない。

## 後史
息子・包住が病死したことを知った老母・小野寺又八室は同月9日に京都で頓死した。江戸にいた九十郎は、自らの通称を父と同じ金右衛門秀包と改めた上で討ち入りに参加し、松平隠岐守定直邸で切腹した。

## 創作
忠臣蔵の芝居では、女遊びに放蕩する大石内蔵助を諫めに行った岡野包住は、遊興に現を抜かす内蔵助に怒りのあまり狂死する。史実では重病による衰弱死。